# Akodon juninensis
Espèce
Synonymes
- Akodon (Akodon) juninensis Myers, Patton & Smith, 1990[2]

Statut de conservation UICN

 LC  : Préoccupation mineure
Akodon juninensis est une espèce de rongeurs de la famille des Cricetidae endémique du Pérou.

## Systématique
L'espèce Akodon juninensis a été décrite en 1990 par Philip Myers (d), James L. Patton (d) et Margaret F. Smith (d).

## Répartition et habitat
Cette espèce est endémique des Andes au Pérou. Elle vit dans la puna (prairies de haute altitude).

## Étymologie
Son épithète spécifique, composée de junin et du suffixe latin -ensis, « qui vit dans, qui habite », lui a été donné en référence au lieu de sa découverte, le département de Junín au Pérou. 

## Publication originale
- (en) Philip Myers, James L. Patton et Margaret F. Smith, « A Review of the Boliviensis Group of Akodon (Muridae: Sigmodontinae), with Emphasis on Peru and Bolivia », Miscellaneous publications. Museum of Zoology, University of Michigan, Ann Arbor, Inconnu, vol. 177,‎ 29 mars 1990, p. 1-104 (ISSN 0076-8405, OCLC 1607508, lire en ligne).